# Ducat de Medina-Sidonia
El Ducat de Medina-Sidonia és un títol nobiliari hereditari del Regne d'Espanya atorgat pel rei Joan II de Castella a Juan Alonso Pérez de Guzmán, III comte de Niebla, el dia 17 de febrer de 1445, com a premi als serveis realitzats a la Corona. El nom del Ducat prové de la localitat andalusa de Medina-Sidonia.
Va ser creat per primera vegada per Enric II de Castella i concedit al seu fill natural, Enric de Castella i Sousa. El 1445 va ser creat novament per Joan II de Castella i el va concedir a Juan de Guzmán.
Diferents geneologistes consideren el ducat de Medina-Sidonia el més important del Regne, ja que és el ducat hereditari de més antiguitat. La importància de la Casa de Medina-Sidonia quedà reflectida amb la concessió de la Grandesa d'Espanya de primera classe o Immemorial a la primera concessió feta l'any 1520 pel rei Carles I d'Espanya.
Fins a l'any 1779, el ducat de Medina-Sidonia estigué a les mans de la família Pérez de Guzmán, a partir d'aquesta data passà a mans de la família Àlvarez de Toledo, el llavors XI Marquès de Villafranca.

## Titulars
|                                          | Titular                                                 | Període                                  |
| Primera creació per Enric II de Castella | Primera creació per Enric II de Castella                | Primera creació per Enric II de Castella |
| ---------------------------------------- | ------------------------------------------------------- | ---------------------------------------- |
| I                                        | Enrique de Castilla y Sousa                             | 1360-1404                                |
| Segona creació per Joan II de Castella   |                                                         |                                          |
| I                                        | Juan Alonso Pérez de Guzmán y Orozco                    | 1445-1468                                |
| II                                       | Enrique Pérez de Guzmán y Meneses                       | 1468-1492                                |
| III                                      | Juan Alonso Pérez de Guzmán y Afán de Ribera            | 1492-1507                                |
| IV                                       | Enrique Pérez de Guzmán y Fernández de Velasco          | 1507-1513                                |
| V                                        | Alonso Pérez de Guzmán y Zúñiga                         | 1513-1518                                |
| VI                                       | Juan Alonso Pérez de Guzmán y Zúñiga                    | 1518-1558                                |
| VII                                      | Alonso Pérez de Guzmán y Zúñiga                         | 1558-1615                                |
| VIII                                     | Juan Manuel Pérez de Guzmán y Silva                     | 1615-1636                                |
| IX                                       | Gaspar Pérez de Guzmán y Sandoval                       | 1636-1645                                |
| X                                        | Gaspar Pérez de Guzmán y Guzmán                         | 1645-1667                                |
| XI                                       | Juan Clarós Pérez de Guzmán y Fernández de Córdoba      | 1667-1713                                |
| XII                                      | Manuel Alonso Pérez de Guzmán y Pimentel                | 1713-1721                                |
| XIII                                     | Domingo Pérez de Guzmán y Silva                         | 1721-1739                                |
| XIV                                      | Pedro de Alcántara Pérez de Guzmán y Pacheco            | 1739-1779                                |
| XV                                       | José Álvarez de Toledo y Gonzaga                        | 1779-1796                                |
| XVI                                      | Francisco de Borja Álvarez de Toledo y Gonzaga          | 1796-1821                                |
| XVII                                     | Pedro de Alcántara Álvarez de Toledo y Palafox          | 1821-1867                                |
| XVIII                                    | José Joaquín Álvarez de Toledo y Silva                  | 1867-1900                                |
| XIX                                      | José Joaquín Álvarez de Toledo y Caro                   | 1900-1915                                |
| XX                                       | Joaquín Álvarez de Toledo y Caro                        | 1915-1955                                |
| XXI                                      | Luisa Isabel Álvarez de Toledo y Maura                  | 1957-2008                                |
| XXII                                     | Leoncio Alonso González de Gregorio y Álvarez de Toledo | actual titular                           |